# NGC 470
NGC 470 је спирална галаксија у сазвежђу Рибе која се налази на NGC листи објеката дубоког неба.
Деклинација објекта је + 3° 24' 33" а ректасцензија 1h 19m 44,8s. Привидна величина (магнитуда) објекта NGC 470 износи 11,7 а фотографска магнитуда 12,5. Налази се на удаљености од 40,550 милиона парсека од Сунца. NGC 470 је још познат и под ознакама UGC 858, MCG 0-4-84, CGCG 385-70, ARP 227, IRAS 01171+0308, PGC 4777.